# 斯托克代爾 (印地安納州)
斯托克代爾（英語：Stockdale）是位於美國印地安納州邁阿密縣和沃巴什郡的一個非建制地區。該地的面積和人口皆未知。

## 地理
斯托克代爾位於41°16′44″N 85°47′24″W / 41.27889°N 85.79000°W。